# Discografia di Don Williams

## Album

### Album in studio
| Anno | Album                               | Posizione in classifica | Posizione in classifica | Posizione in classifica | RIAA                       |
| Anno | Album                               | US Country              | US                      | CAN Country             | RIAA                       |
| ---- | ----------------------------------- | ----------------------- | ----------------------- | ----------------------- | -------------------------- |
| 1966 | Time                                | —                       | —                       | —                       |                            |
| 1967 | I Can Make it With You              | —                       | —                       | —                       |                            |
| 1973 | Volume 1                            | 5                       | —                       | —                       |                            |
| 1974 | Volume 2                            | 13                      | —                       | —                       |                            |
| 1974 | Volume 3                            | 3                       | —                       | —                       |                            |
| 1975 | You're My Best Friend               | 5                       | —                       | —                       |                            |
| 1976 | Harmony                             | 1                       | —                       | —                       |                            |
| 1977 | Visions                             | 4                       | —                       | —                       |                            |
| 1977 | Country Boy                         | 9                       | —                       | 11                      |                            |
| 1978 | Expressions                         | 2                       | 161                     | 1                       |                            |
| 1978 | Images                              | —                       | —                       | —                       |                            |
| 1979 | Portrait                            | 11                      | —                       | —                       |                            |
| 1980 | I Believe in You                    | 2                       | 57                      | 3                       | - US: Platinum - CAN: Gold |
| 1981 | Especially for You                  | 5                       | 109                     | —                       |                            |
| 1982 | Listen to the Radio                 | 6                       | 166                     | —                       |                            |
| 1983 | Yellow Moon                         | 12                      | 44                      | —                       |                            |
| 1984 | Cafe Carolina                       | 13                      | —                       | 1                       |                            |
| 1986 | Sings Bob McDill                    | —                       | —                       | —                       |                            |
| 1986 | New Moves                           | 29                      | —                       | —                       |                            |
| 1987 | Traces                              | —                       | —                       | —                       |                            |
| 1989 | Prime Cuts                          | —                       | —                       | —                       |                            |
| 1989 | One Good Well                       | 54                      | —                       | —                       |                            |
| 1990 | True Love                           | 56                      | —                       | —                       |                            |
| 1992 | Currents                            | —                       | —                       | —                       |                            |
| 1994 | An Evening with Don Williams (Live) | —                       | —                       | —                       |                            |
| 1995 | Borrowed Tales                      | —                       | —                       | —                       |                            |
| 1996 | Flatlands                           | —                       | —                       | —                       |                            |
| 1998 | I Turn the Page                     | 69                      | —                       | —                       |                            |
| 2002 | Follow Me Back Home                 | —                       | —                       | —                       |                            |
| 2004 | My Heart to You                     | —                       | —                       | —                       |                            |

### Raccolte
| Anno | Album                               | Posizione in classifica | Posizione in classifica | RIAA                   |
| Anno | Album                               | US Country              | CAN Country             | RIAA                   |
| ---- | ----------------------------------- | ----------------------- | ----------------------- | ---------------------- |
| 1975 | Greatest Hits                       | 5                       | —                       |                        |
| 1979 | The Best of Don Williams Volume II  | 7                       | 2                       | - US: Gold - CAN: Gold |
| 1984 | The Best of Don Williams Volume III | 18                      | —                       | - US: Gold             |
| 1986 | Greatest Hits Volume IV             | 60                      | —                       |                        |
| 1986 | Lovers and Best Friends             | —                       | —                       |                        |
| 1987 | 20 Greatest Hits                    | —                       | —                       |                        |
| 2000 | The Millennium Collection           | 74                      | —                       |                        |
| 2004 | The Definitive Collection           | 48                      | —                       |                        |
| 2010 | Icon: Don Williams                  | 49                      | —                       |                        |

## Singoli
| Anno | Titolo                                           | Posizione in classifica | Posizione in classifica | Posizione in classifica | Posizione in classifica | Album                 |
| Anno | Titolo                                           | US Country              | US                      | CAN Country             | UK                      | Album                 |
| ---- | ------------------------------------------------ | ----------------------- | ----------------------- | ----------------------- | ----------------------- | --------------------- |
| 1973 | "Shelter of Your Eyes"                           | 14                      | —                       | —                       | —                       | Don Williams Vol. 1   |
| 1973 | "Come Early Morning"                             | 12                      | —                       | —                       | —                       | Don Williams Vol. 1   |
| 1974 | "Atta Way to Go"                                 | 13                      | —                       | 57                      | —                       | Don Williams Vol. 2   |
| 1974 | "We Should Be Together"                          | 5                       | —                       | —                       | —                       | Don Williams Vol. 2   |
| 1974 | "Down the Road I Go"                             | 62                      | —                       | 50                      | —                       | Don Williams Vol. 2   |
| 1974 | "I Wouldn't Want to Live If You Didn't Love Me"  | 1                       | —                       | 10                      | —                       | Don Williams Vol. 3   |
| 1974 | "The Ties That Bind"                             | 4                       | —                       | 2                       | —                       | Don Williams Vol. 3   |
| 1975 | "You're My Best Friend"                          | 1                       | —                       | 1                       | 35                      | You're My Best Friend |
| 1975 | "(Turn Out the Light And) Love Me Tonight"       | 1                       | —                       | 5                       | —                       | You're My Best Friend |
| 1975 | "'Til the Rivers All Run Dry"                    | 1                       | —                       | —                       | —                       | Harmony               |
| 1976 | "Say It Again"                                   | 1                       | —                       | 4                       | —                       | Harmony               |
| 1976 | "I Recall a Gypsy Woman"                         | —                       | —                       | —                       | 13                      | Don Williams Vol. 2   |
| 1976 | "She Never Knew Me"                              | 2                       | 103                     | 2                       | —                       | Harmony               |
| 1977 | "Some Broken Hearts Never Mend"                  | 1                       | 108                     | 6                       | —                       | Visions               |
| 1977 | "I'm Just a Country Boy"                         | 1                       | 110                     | 1                       | —                       | Country Boy           |
| 1978 | "I've Got a Winner in You"                       | 7                       | —                       | 10                      | —                       | Country Boy           |
| 1978 | "Rake and Ramblin' Man"                          | 3                       | —                       | 2                       | —                       | Country Boy           |
| 1978 | "Tulsa Time"                                     | 1                       | 106                     | 1                       | —                       | Expressions           |
| 1979 | "Lay Down Beside Me"                             | 3                       | —                       | 2                       | —                       | Expressions           |
| 1979 | "It Must Be Love"                                | 1                       | —                       | 2                       | —                       | Expressions           |
| 1979 | "Love Me Over Again"                             | 1                       | —                       | 1                       | —                       | Portrait              |
| 1980 | "Good Ole Boys Like Me"                          | 2                       | —                       | 3                       | —                       | Portrait              |
| 1980 | "I Believe in You"A                              | 1                       | 24                      | 1                       | —                       | I Believe in You      |
| 1981 | "Falling Again"                                  | 6                       | —                       | 3                       | —                       | I Believe in You      |
| 1981 | "Miracles"                                       | 4                       | —                       | 2                       | —                       | Especially for You    |
| 1981 | "If I Needed You" (w/ Emmylou Harris)            | 3                       | —                       | 1                       | —                       | Especially for You    |
| 1981 | "Lord, I Hope This Day Is Good"                  | 1                       | —                       | 1                       | —                       | Especially for You    |
| 1982 | "Listen to the Radio"                            | 3                       | —                       | 1                       | —                       | Listen to the Radio   |
| 1982 | "Mistakes"                                       | 3                       | —                       | 3                       | —                       | Listen to the Radio   |
| 1982 | "If Hollywood Don't Need You (Honey I Still Do)" | 1                       | —                       | 1                       | —                       | Listen to the Radio   |
| 1983 | "Love Is on a Roll"                              | 1                       | —                       | 1                       | —                       | Yellow Moon           |
| 1983 | "Nobody but You"                                 | 2                       | —                       | 1                       | —                       | Yellow Moon           |
| 1983 | "Stay Young"                                     | 1                       | —                       | 3                       | —                       | Yellow Moon           |
| 1984 | "That's the Thing About Love"                    | 1                       | —                       | 1                       | —                       | Cafe Carolina         |
| 1984 | "Maggie's Dream"                                 | 11                      | —                       | 13                      | —                       | Cafe Carolina         |
| 1984 | "Walkin' a Broken Heart"                         | 2                       | —                       | 3                       | —                       | Cafe Carolina         |
| 1985 | "It's Time for Love"                             | 20                      | —                       | 49                      | —                       | Cafe Carolina         |
| 1985 | "We've Got a Good Fire Goin'"                    | 3                       | —                       | 2                       | —                       | New Moves             |
| 1986 | "Heartbeat in the Darkness"                      | 1                       | —                       | 2                       | —                       | New Moves             |
| 1986 | "Then It's Love"                                 | 3                       | —                       | 4                       | —                       | New Moves             |
| 1987 | "Señorita"                                       | 9                       | —                       | 12                      | —                       | New Moves             |
| 1987 | "I'll Never Be in Love Again"                    | 4                       | —                       | 15                      | —                       | New Moves             |
| 1987 | "I Wouldn't Be a Man"                            | 9                       | —                       | 7                       | —                       | Traces                |
| 1988 | "Another Place, Another Time"                    | 5                       | —                       | *                       | —                       | Traces                |
| 1988 | "Desperately"                                    | 7                       | —                       | *                       | —                       | Traces                |
| 1988 | "Old Coyote Town"                                | 5                       | —                       | 2                       | —                       | Prime Cuts            |
| 1989 | "One Good Well"                                  | 4                       | —                       | 3                       | —                       | One Good Well         |
| 1989 | "I've Been Loved by the Best"                    | 4                       | —                       | 11                      | —                       | One Good Well         |
| 1990 | "Just as Long as I Have You"                     | 4                       | —                       | 11                      | —                       | One Good Well         |
| 1990 | "Maybe That's All It Takes"                      | 22                      | —                       | 47                      | —                       | One Good Well         |
| 1990 | "Back in My Younger Days"                        | 2                       | —                       | 1                       | —                       | True Love             |
| 1991 | "True Love"                                      | 4                       | —                       | —                       | —                       | True Love             |
| 1991 | "Lord Have Mercy on a Country Boy"               | 7                       | —                       | 17                      | —                       | True Love             |
| 1992 | "It's Who You Love"                              | 73                      | —                       | —                       | —                       | Currents              |
| 1992 | "Too Much Love"                                  | 72                      | —                       | —                       | —                       | Currents              |
| 1998 | "Cracker Jack Diamond"                           | —                       | —                       | 87                      | —                       | I Turn the Page       |

### Lato B
| Anno | Titolo   | Posizione in classifica | Lato A               |
| Anno | Titolo   | US Country              | Lato A               |
| ---- | -------- | ----------------------- | -------------------- |
| 1973 | "Amanda" | 33                      | "Come Early Morning" |